# Krista Guloien
Krista Guloien (ur. 20 marca 1980 r. w New Westminster) – kanadyjska wioślarka.

## Osiągnięcia
- Mistrzostwa Świata – Eton 2006 – czwórka bez sternika – 5. miejsce[2].
- Mistrzostwa Świata – Monachium 2007 – czwórka podwójna – 5. miejsce[2].
- Igrzyska Olimpijskie – Pekin 2008 – czwórka podwójna – 8. miejsce[2].
- Mistrzostwa Świata – Poznań 2009 – ósemka – 6. miejsce[2].
- Mistrzostwa Świata – Bled 2011 – ósemka – 2. miejsce[2]